# Dulce amor (telenovela argentina)
Dulce amor é uma telenovela argentina produzida e exibida pela Telefe entre 23 de janeiro de 2012 e 29 de abril de 2013.

## Elenco
- Sebastián Estevanez como Marcos Guerrero Fontana.
- Juan Darthés como Julián Giménez.
- Carina Zampini como Victoria Bandi Ferri / Victoria Fernández Ferri de Guerrero.
- Segundo Cernadas como Lorenzo Amador.
- Laura Novoa como Gabriela Ahumada.
- Georgina Barbarossa como Isabel Fontana de Guerrero.
- Arturo Bonín como José "Pepe" Fernández.
- María Valenzuela como Elena Ferri de Bandi.
- Calu Rivero como Natasha Bandi.
- Mercedes Oviedo como Noelia Fernández.
- Sol Estevanez como Ángeles "Angie" Green.
- Graciela Pal como Rosa Pedroso.
- Rocío Igarzábal como Brenda Bandi.
- Nicolás Riera como Lucas Pedroso Gonzales.
- Fabio Di Tomaso como Leonardo Espósito.
- Florencia Ortiz como Gisela Martínez.
- María Fernanda Callejón como Alejandra González.
- Gerardo Romano como Francisco Montalbán.
- Christian Sancho como Santiago Barrio.
- Micaela Vázquez como Florencia "Flor" Guerrero Fontana.
- Esteban Prol como Alcides "Máquina" Castro.
- Jorge Sassi como Emilio Mejía.
- Franco Pucci como Mariano "Nano" Giménez Ahumada.
- Santiago Ramundo como Ciro Montero / Montalbán.[4]
- Gabriela Sari como Coni / Carola.[5]
- Hernán Estevanez como Daniel "Terco" Rodríguez.
- Diego Armel como Rosendo Álvarez.
- Humberto Serrano como "Maestro" Rocco Bonfatti.
- Alfredo Castellani como Gonzalito Ferrero.
- Claudio Santorelli como Rodolfo Somoza.
- Gastón Ricaud como Freddy Di Marco.[6]
- Cacho Castaña como Vicente Guerrero.[7]
- Nicolás Furtado como Diego Vázquez.
- Silvia Pérez como Teresa Montero.[8]
- Mónica Ayos como Paula Paredes.[9]
- Francisco Andrade como Facundo Green.
- Eva De Dominicci como Lola Rodríguez.
- Jorge Martínez como Julio Amador.[10]
- Vanesa González como Luciana Rivero.[11]
- Malena Sánchez como Maite Rivero.
- Nicolás Zuviría como Bruno Guerrero.
- Mimí Ardú como Ofelia Molina.
- Guillermo Pfening como Nicolás López.
- Silvia kalfaian-Bernardina
- Miriam Lanzoni - Carmen
- Jimena Sabaris - Delfi
- Lola Bezerra - Paola[12]
- Eunice Castro - Mariana[13]
- Fabián Talín - Agustín Renzi
- Viviana Puerta - Alicia
- Diego Rafecas - Ernesto
- Fabio Cuggini - Patrón[14]
- Claudio Messina - Cárdenas
- Germán Paoloski - Juanjo
- Álvaro Armand Ugón - Ramírez
- Gabriela Cóceres - Sabrina
- Emiliano Estevanez - Adrián
- Nilda Raggi - Sofía
- Edgardo Moreira - Atilio
- Luciana Lifschitz - Griselda
- Matías Scarvaci - Tincho
- Horacio Peña - Freire
- Manuela Viale - Sofía
- Juan Ignacio Machado - Tony[15]
- Mirta Wons - Irina
- María del Cerro - Melina
- Mario Moscoso - Médico
- Marcela Ferradás - Irma
- Araceli González - Tatiana Carrizo[16]
- Maximiliano Zago - Maxi Vargas
- Coki Ramírez - Cati[17]
- Gabo Correa - Camilo
- María José Gabín - Concepción
- Julieta Bartolomé - Luci[18]

## Trilha sonora
1. Dulce Amor - Puentes
2. El Mundo - Sergio Dalma
3. Todo en mi vida eres tú - Juanes
4. Fuiste tú - Ricardo Arjona e Gaby Moreno
5. Me perdí - Thian
6. Te amo - Sergio Dalma
7. Integridad perfecta -  Nicolás Riera e Rocío Igarzabal
8. Si tú no existieras - Ricardo Arjona
9. La de la mala suerte - Jesse & Joy
10. Llorar - Jesse & Joy + Mario Domm
11. Ella vive en mí - Álex Ubago
12. Corre - Jesse & Joy

## Prêmios e indicações
| Ano  | Premiação            | Categoria                           | Indicado                     | Resultado |
| ---- | -------------------- | ----------------------------------- | ---------------------------- | --------- |
| 2012 | Prêmio Tato          | Ficção diária                       | Dulce amor                   | Indicado  |
| 2012 | Prêmio Tato          | Atriz protagonista em ficção diária | Carina Zampini               | Indicado  |
| 2013 | Prêmio Martín Fierro | Melhor novela                       | Dulce amor                   | Indicado  |
| 2013 | Prêmio Martín Fierro | Melhor atriz protagonista           | Carina Zampini               | Indicado  |
| 2013 | Prêmio Martín Fierro | Melhor ator protagonista            | Juan Darthés                 | Indicado  |
| 2013 | Prêmio Martín Fierro | Melhor ator protagonista            | Sebastián Estevanez          | Indicado  |
| 2013 | Prêmio Martín Fierro | Melhor atriz coadjuvante            | Georgina Barbarossa          | Indicado  |
| 2013 | Prêmio Fund TV       | Melhor novela                       | Dulce amor                   | Venceu    |
| 2013 | Prêmio Tato          | Melhor ficção diária                | Dulce amor                   | Indicado  |
| 2013 | Prêmio Tato          | Atriz protagonista em ficção diária | Carina Zampini               | Indicado  |
| 2013 | Prêmio Tato          | Ator protagonista em ficção diária  | Sebastián Estevanez          | Indicado  |
| 2013 | Prêmio Tato          | Cortina musical                     | "Dulce Amor" por The Puentes | Indicado  |
| 2013 | Prêmio Tato          | Atriz coadjuvante em ficção diária  | Georgina Barbarossa          | Indicado  |
| 2014 | Prêmio Martín Fierro | Novela                              | Dulce amor                   | Indicado  |
| 2014 | Prêmio Martín Fierro | Melhor atriz protagonista           | Carina Zampini               | Indicado  |
| 2014 | Prêmio Martín Fierro | Melhor atriz coadjuvante            | Laura Novoa                  | Indicado  |
| 2014 | Prêmio Martín Fierro | Melhor ator protagonista            | Juan Darthés                 | Indicado  |